# غوردون بيترز
غوردون بيترز (بالإنجليزية: Gordon Peters)‏، (29 نوفمبر 1926 – 15 يونيو 2022). هو ممثل بريطاني، ولد في المملكة المتحدة. معروف مهنيًا باسم جوردون بيترز، وكان ممثلًا وكوميديًا إنجليزيًا.

## الحياة المبكرة
وُلد بيترز في شيلدون، مقاطعة دورهام، إنجلترا في 29 نوفمبر 1926. كانت والدته معلمة بيانو ووالده جزارًا ذو صوت تينور، وكان كلاهما مؤديين هواة متحمسين. قضى بيترز جزءًا كبيرًا من طفولته المبكرة كورسًا في كاتدرائية دورهام. بدأ بيترز مسيرته المهنية المبكرة كموظف مصرفي مبتدئ بعد تأديته للخدمة الوطنية في البحرية الملكية، في بنك ستاندرد في جنوب أفريقيا في هراري (روديسيا، الآن زيمبابوي). هناك شارك في مسابقة للمواهب، حيث أدى عرضًا كوميديًا بتقليد صوتي لاثنين من الأغاني، مما أتاح له الحصول على المركز الثاني.

## المسيرة المهنية
عاد بيترز إلى المملكة المتحدة في عام 1951، حيث حصل على أول وظيفة له في موسم صيفي مع فرقة فينسنت تيلدسلي ماستر سينجرز في دار أوبرا بلاكبول، بعد أن رد على إعلان في مجلة ذا ستيج. في عام 1973، قام بيترز ببطولة مسلسل كوميدي تلفزيوني على قناة بي بي سي بعنوان "The Gordon Peters Show"، وهو مسلسل كوميدي تمحور حول شخصية تحمل اسمه. تم إلغاء السلسلة بعد موسم واحد. كما قام بتطوير وتقديم برنامج مسابقات للأطفال بعنوان "Around the World in 48 Hours" لصالح ويستوورد تليفجن في عام 1976.
على مر السنوات، قام بيترز بالعديد من الأدوار في برامج تلفزيونية أخرى، بما في ذلك "Oh Brother!"، حلقتين من "Hi-de-Hi!"، أربع حلقات من "Dad's Army"، حلقتين من "Are You Being Served?"، حلقة واحدة من "Grace & Favour" (التي عُرفت أيضًا باسم Are You Being Served? Again! في الولايات المتحدة). لعب بيترز دور الصديق العائلي فيكتور وروني في ثلاث حلقات من المسلسل الكوميدي الطويل "One Foot in the Grave" في التسعينات، وخمس حلقات من "Never the Twain". علاوة على ذلك، ظهر في حلقة من "Little Britain" في عام 2005، وفي حلقة من المسلسل الكوميدي "Keeping Up Appearances" على قناة بي بي سي، وكذلك في حلقة منTales from" "the Crypt على قناة HBO. كما قام بأداء صوت الراوي، والشخصيات الذكور، وجميع شخصيات "Mr. Men" في سلسلة "Mr. Men and Little Miss" بين عامي 1995 و1997، باستثناء الحلقة الخاصة "The Christmas Letter" في عام 1998، حيث تولى جيفري بالمر دور الراوي وسانتا كلوز.

## الحياة الشخصية والوفاة
تزوج بيترز من جوان مان في عام 1959، ولكن انتهى الزواج بالطلاق. في عام 1969 تزوج من باتريشيا فريزر، وأنجبا معًا ابنة واحدة. قام بنشر سيرته الذاتية بعنوان From Choirboy to Comic في عام 2004.
توفي بيترز في 15 يونيو 2022، عن عمر ناهز 95 عامًا.

## وصلات خارجية
- غوردون بيترز على موقع IMDb (الإنجليزية)
- غوردون بيترز على موقع قاعدة بيانات الفيلم (الإنجليزية)